# Гранная (деревня)
 Гранная — деревня в Кошкинском районе Самарской области. Входит в состав сельского поселения Четыровка.

## География
Находится на расстоянии примерно 13 километров по прямой на юго от районного центра села Кошки.

## История
Основана в 1840-х годах переселенцами из центра России. На 1910 год 60 дворов, 356 жителей, все русские. Местное название деревни Васильевка по имени одного из основателей. 

## Население
Постоянное население составляло 231 человек (русские 65%, чуваши 32%) в 2002 году, 252 в 2010 году.